# Markku Kivinen
Markku Jalmari Kivinen (född 5 juni 1951 i Helsingfors)  är professor i sociologi och chef för Alexanderinstitutet  vid Helsingfors universitet, sedan 1996.
Kivinens akademiska områden är social teori, rysk inrikes- och utrikespolitik, transitionsstudier i jämförande perspektiv, social ojämlikhet, makt och demokrati, kulturella strukturer och makroprocesser. Han har mer än 300 publikationer om sociologiska frågor. Han är chef för Finlands forskarskola för ryska och östeuropeiska studier, och leder forskningsprojekt som finansieras av Finlands Akademi, EU och NordForsk.  Sedan 2012 leder Kivinen ett av Finlands Akademis så kallade spetsforskningsenheter, "Rysslands modernisering". Kivinen har också publicerat en roman.

## Utmärkelser
- Riddartecknet av I klass av Finlands Vita Ros’ orden,  6 december 2008[2]

[Redigera Wikidata]